# Worocewicze
Worocewicze (biał. Варацэвічы) – wieś na Białorusi, w obwodzie brzeskim, w rejonie janowskim, w sielsowiecie Horbacha, do 1945 w Polsce, w województwie poleskim, w powiecie drohiczyńskim, siedziba gminy Worocewicze.
Znajduje się tu parafialna cerkiew prawosławna pw. Podwyższenia Krzyża Pańskiego.

## Historia

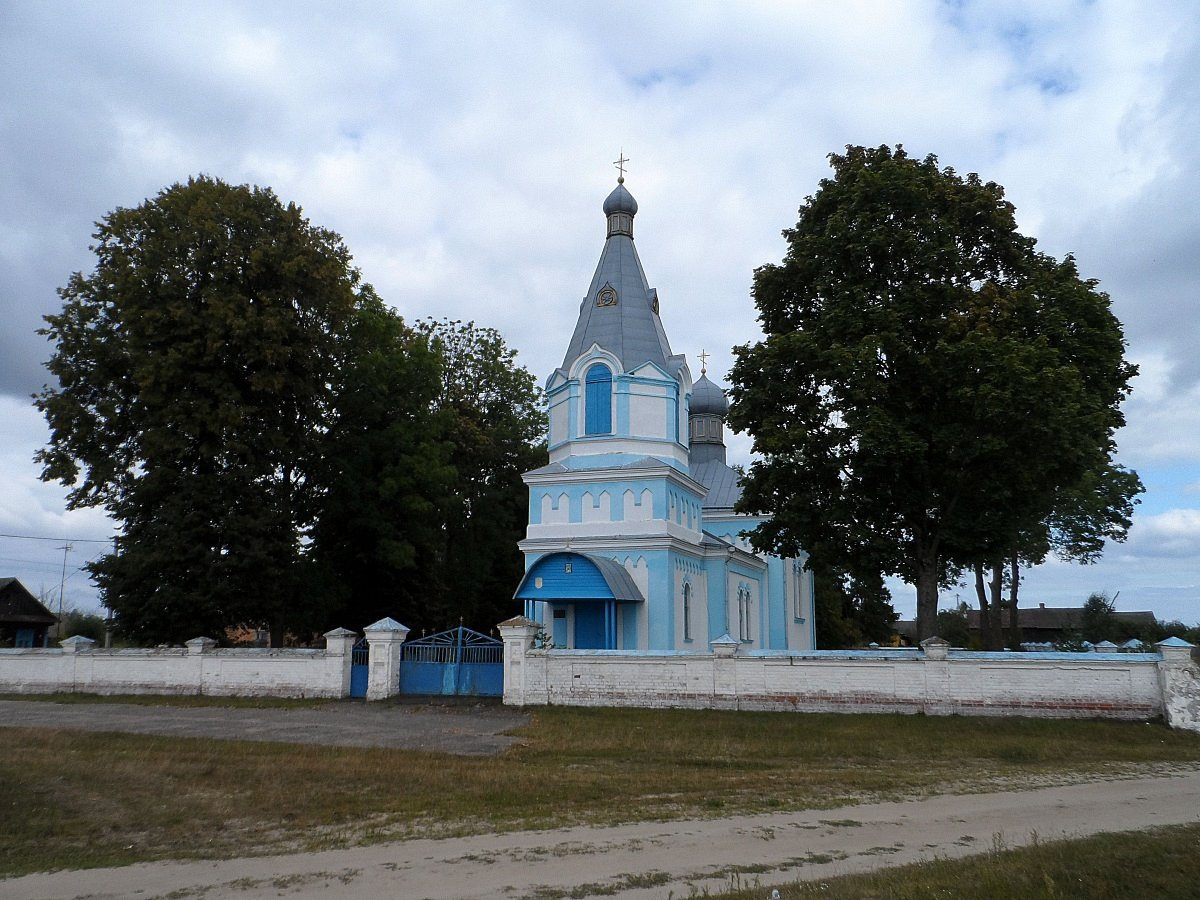
Cerkiew Podwyższenia Krzyża Pańskiego

Wieś szlachecka położona była w końcu XVIII wieku powiecie pińskim województwa brzeskolitewskiego.
W dwudziestoleciu międzywojennym leżały w Polsce, w województwie poleskim, w powiecie drohickim, do 18 kwietnia 1928 siedziba w gminy Worocewicze, po jej zniesieniu w gminie Janów. W 1921 wieś łącznie z folwarkiem liczyły 752 mieszkańców, zamieszkałych w 161 budynkach, w tym 712 tutejszych, 20 Białorusinów, 12 Polaków, 5 Rosjan, 2 Finów i 1 Żyda. 717 mieszkańców było wyznania prawosławnego, 31 mojżeszowego, 3 rzymskokatolickiego i 1 ewangelickiego.
Po II wojnie światowej w granicach Związku Sowieckiego. Od 1991 w niepodległej Białorusi.
W 1807 w Worocewiczach urodził się Napoleon Orda, w 2007 we wsi otwarto muzeum artysty.